# Главы Евпатории
Список глав города Евпатории в XIX—XXI веках.

## Городские головы Евпатории в Российской империи
| Фото | Имя (годы жизни)                         | Начало полномочий | Окончание полномочий |
| ---- | ---------------------------------------- | ----------------- | -------------------- |
|      | Бабович, Соломон Бабакаевич (? — 1812)   | ?                 | 1812                 |
|      | Бабович, Сима Соломонович (1790—1855)    | 1818              | 1827                 |
|      | Бабович, Илья Бабакаевич (? — 1847)      | ?                 | ?                    |
|      | Бабович, Бабакай Соломонович (1801—1882) | 1834              | 1837                 |
|      | Шерфединов, Абиль Керим                  | 1851              | 1856                 |
|      | Туршу, Соломон Ильич                     | 1857              | 1860                 |
|      | Пампулов, Моисей Аронович (1801—1884)    | 1861              | 1863                 |
|      | Пампулов, Самуил Моисеевич (1832—1912)   | 1867              | 1879                 |
|      | Лятальский, Наркиз Демьянович            | 1879              | 1883                 |
|      | Демерджи, Иван Филиппович (1835—1896)    | 1883              | 1886                 |
|      | Мамуна, Николай Андреевич (1844—1916)    | 1886              | 1906                 |
|      | Дуван, Семён Эзрович (1870—1957)         | 1906              | 1910                 |
|      | Нейман, Абрам Исаакович (1864—?)         | 1910              | 1913                 |
|      | Ефет, Моисей Маркович (1867—1944)        | 1913              | 1915                 |
|      | Дуван, Семён Эзрович (1870—1957)         | 1915              | 1917                 |

## Городские головы Евпатории в 1917—1920 годах
| Фото | Имя (годы жизни)                      | Начало полномочий | Окончание полномочий |
| ---- | ------------------------------------- | ----------------- | -------------------- |
|      | Иванов, Павел Васильевич              | 1917              | 1918                 |
|      | Епифанов, Илья Иосифович              | 1918              | 1918                 |
|      | Джигит, Соломон Давидович (1873—1937) | ноябрь 1918       | апрель 1919          |
|      | Сарач, Борис Маркович (1879—1974)     | июль 1919         | 12 ноября 1920       |

## Первые секретари Евпаторийского горкома ВКП(б)/КПСС
| Фото | Имя (годы жизни)                             | Начало полномочий | Окончание полномочий |
| ---- | -------------------------------------------- | ----------------- | -------------------- |
|      | Сеитов Якуб Маметович                        | 1936              | 1937                 |
|      | Сеитов Якуб Маметович                        | 1941              | 1942                 |
|      | Лукичев Семён Васильевич (1894—1957)         | 1944              | 1949                 |
|      | Березовиченко Надежда Анисимовна (1905—1986) | 1949              | декабрь 1949         |
|      | Максимов Иван Яковлевич                      | декабрь 1949      | 195?                 |
|      | Дементьева Антонина Ивановна                 | 195?              | 1955                 |
|      | Сытников Ювеналий Иванович (1912—1968)       | 1955              | 1961                 |
|      | Коноваленко Михаил Михайлович                | 1961              | 1962                 |
|      | Дементьев Николай Николаевич                 | 1963              | 1967                 |
|      | Петунов Валентин Васильевич (1924-2010)      | 1967              | 1980                 |
|      | Пашков Павел Павлович (1941—2024)            | 1980              | 1986                 |
|      | Никулин Валерий Афанасьевич (1949—2016)      | 1986              | 1989                 |
|      | Нестеренко Александр Леонидович (1948-2018)  | 1990              | август 1991          |

## Председатели Евпаторийского горисполкома
- Караев Д. Л. С декабря 1917 г. по 13 января 1918 г.
- Дёмышев Н. М. С 13 февраля по апрель 1918 г.
- Лысенко А. С 16 ноября 1920 г. по 11 декабря 1920 г.
- Шевченко С 11 декабря 1920 г. по 16 декабря 1920 г.
- Ванаг В. П. С 16 декабря 1920 г. по (ориентировочно) — ноябрь 1921 г.
- Лбов С 1921 г. по 1922 г.
- Гаркуша С 1922 г. по 1923 г.
- Тольцман А. Я. С 1923 г. по 1924 г.
- Федосеев С 1925 г. по (ориентировочно) 1928 г.
- Шишкин Б. С октября 1928 г. по (ориентировочно) 1931 г.
- Абибулаев С 1931 г. по 1933 г.
- Захоженко В 1934 г.
- Андриади С 1934 г. по (ориентировочно) 1935 г.
- Булатов С 1935 г. по октябрь 1936 г.
- Соколов П. С октября 1936 г. по (ориентировочно) 1939 г.
- Сизов В.
- Цыпкин Я. Н. В 1941 г.
- Корнер С апреля 1944 г. по (ориентировочно) 1946 г.
- Максимов С 1946 г. по (ориентировочно) 1947 г.
- Кашлак И. С 1947 г. по (ориентировочно) — 1951 г.
- Алексеенко И. С 1951 г. по (ориентировочно) 1953 г.
- Селезнев Н. И. С 1953 г. по (ориентировочно) 1954 г.
- Кругляк Е. П. С 1954 по 3 апреля 1957 г.
- Горелышев В. И. С 3 апреля 1957 по 26 января 1963 г.
- Мысов Л. Д. С 26 января 1963 по 22 мая 1973 г.
- Кулаков М. М. С 22 мая 1973 по июнь 1982 г.
- Курашик В. В. С 2 июля 1982 по 20 декабря 1985
- Блощицин В. А. С 20 декабря 1985 по апрель 1990
- Кравченко А. Г. С 2 апреля 1990 по 14 февраля 1991
- Даниленко, Андрей Петрович С февраля 1991 по 1998

## Городские головы Евпатории на Украине
| Фото | Имя (годы жизни)                                 | Начало полномочий | Окончание полномочий |
| ---- | ------------------------------------------------ | ----------------- | -------------------- |
|      | Даниленко, Андрей Петрович (Родился 21 мая 1956) | 1998              | 27 июня 2014         |

## Главы администрации Евпатории в России
По российскому законодательству глава администрации города является по статусу сити-менеджером и не избирается жителями, а назначается по результатам конкурса голосованием депутатов городского совета. В Евпатории эти назначения сопровождались серьёзными коррупционными скандалами.
| Фото | Имя (годы жизни)                                                            | Начало полномочий                | Окончание полномочий |
| ---- | --------------------------------------------------------------------------- | -------------------------------- | -------------------- |
|      | Ведмецкая Марина Андреевна, исполняющая обязанности (Родилась 20 июля 1961) | 27 июня 2014                     | 28 сентября 2014     |
|      | Филонов, Андрей Владимирович (Родился 4 июля 1974)                          | 29 сентября 2014                 | 30 апреля 2019       |
|      | Тихончук, Роман Георгиевич (Родился 24 мая 1977)                            | 30 апреля 2019                   | 01 февраля 2022      |
|      | Демидова, Елена Михайловна (Родилась 12 сентября 1973)                      | 29 декабря 2022                  | 16 февраля 2024      |
|      | Присоедов, Иван Иванович (ВРИО)                                             | 28 февраля 2024                  | 17 апреля 2024       |
|      | Юрьев, Александр Юрьевич                                                    | 17 апреля 2024 ВРИО, 14 мая 2024 | н.в.                 |